# Bom Jesus do Araguaia
Bom Jesus do Araguaia – miasto i gmina w Brazylii, w stanie Mato Grosso.